# Gianpaolo Grisandi
Gianpaolo Grisandi (né le 4 décembre 1964 à Ravenne et mort le 29 janvier 2025) est un coureur cycliste italien. Il devient notamment champion du monde de poursuite par équipes amateurs en 1985.

## Palmarès sur piste

### Jeux olympiques
- Séoul 1988
  - 8e de la poursuite par équipes

### Championnats du monde
- Bassano del Grappa 1985
  -  Champion du monde de poursuite par équipes amateurs (avec Roberto Amadio, Massimo Brunelli et Silvio Martinello)

### Jeux méditerranéens
- 1983
  -  Médaillé d'argent de la poursuite

### Championnats nationaux
- Champion d'Italie de poursuite amateurs en 1983, 1985, 1986, 1990

## Palmarès sur route
- 1988
  - Gran Premio Achille Giorgini
  - 2e de la Coppa Caduti di Reda
- 1992
  - Trophée Francesco Gennari
- 1994
  - Medaglia d'Oro GS Budriese
  - Coppa Comune di Rivarolo del Re